# John Burgmeier
John Burgmeier (født 24. oktober 1974 i Chicago, Illinois i USA) er en amerikansk stemmeskuespiller og dubbing-manuskriptforfatter, kendt for sit arbejde for Funimation Entertainment. Han har blandt andre lagt stemme til Tenshinhan fra Dragonball. Han er søn af Linda Young, der også lægger stemmer til karakterer Funimation.